# IC 1730
IC 1730 је лентикуларна галаксија у сазвјежђу Ован која се налази на листи објеката дубоког неба у Индекс каталогу.
Деклинација објекта је + 22° 0' 46" а ректасцензија 1h 49m 57,9s. Привидна величина (магнитуда) објекта IC 1730 износи 14,4 а фотографска магнитуда 15,4. IC 1730 је још познат и под ознакама MCG 4-5-15A, CGCG 482-20, NPM1G +21.0080, PGC 6732.